# Bezirk Surselva
Der Bezirk Surselva (rätoromanisch District da la Surselvaⓘ) war bis am 31. Dezember 2016 eine Verwaltungseinheit des Kantons Graubünden in der Schweiz. Am 1. Januar 2017 wurde er durch die Region Surselva ersetzt. Hauptort war Ilanz/Glion.

## Die Gemeinden des ehemaligen Bezirks Surselva
| Wappen            | Gemeindename      | PLZ                                          | Einwohner (31. Dezember 2023) | Fläche in km² | Einwohner pro km² | Kreis           |
| ----------------- | ----------------- | -------------------------------------------- | ----------------------------- | ------------- | ----------------- | --------------- |
| Breil/Brigels     | Breil/Brigels     | 7165                                         | 1212                          | 50,94         | 24                | Disentis        |
| Disentis/Mustér   | Disentis/Mustér   | 7180, 7182, 7183, 7186                       | 2080                          | 90,99         | 23                | Disentis        |
| Medel (Lucmagn)   | Medel (Lucmagn)   | 7184, 7185                                   | 328                           | 136,22        | 2                 | Disentis        |
| Sumvitg           | Sumvitg           | 7172–7176                                    | 1079                          | 101,88        | 11                | Disentis        |
| Trun              | Trun              | 7166, 7168                                   | 1154                          | 51,90         | 22                | Disentis        |
| Tujetsch          | Tujetsch          | 7187–7189                                    | 1171                          | 133,91        | 9                 | Disentis        |
| Falera            | Falera            | 7153                                         | 627                           | 22,36         | 28                | Ilanz           |
| Ilanz/Glion       | Ilanz/Glion       | 7111, 7112, 7126–7128, 7130, 7141, 7154–7157 | 5030                          | 133,48        | 38                | Ilanz           |
| Laax              | Laax              | 7031, 7032                                   | 2112                          | 31,71         | 67                | Ilanz           |
| Mundaun           | Mundaun           | 7137, 7138                                   | 326                           | 8,60          | 38                | Ilanz           |
| Sagogn            | Sagogn            | 7152                                         | 766                           | 6,92          | 111               | Ilanz           |
| Schluein          | Schluein          | 7151                                         | 612                           | 4,79          | 128               | Ilanz           |
| Lumnezia          | Lumnezia          | 7110, 7113–7116, 7142–7149                   | 2072                          | 165,47        | 13                | Lumnezia/Lugnez |
| Vals              | Vals              | 7116, 7132                                   | 949                           | 175,56        | 5                 | Lumnezia/Lugnez |
| Andiast           | Andiast           | 7159                                         | 197                           | 13,65         | 14                | Ruis            |
| Obersaxen         | Obersaxen         | 7134                                         | 848                           | 61,49         | 14                | Ruis            |
| Waltensburg/Vuorz | Waltensburg/Vuorz | 7158                                         | 307                           | 32,32         | 9                 | Ruis            |
| Safiental         | Safiental         | 7104, 7106, 7107, 7122                       | 963                           | 151,42        | 6                 | Safien          |
| Total (18)        | Total (18)        | Total (18)                                   | 21’604                        | 1373,61       | 16                |                 |

Siehe auch den Artikel Surselva (als Landesgegend)

## Veränderungen im Gemeindebestand

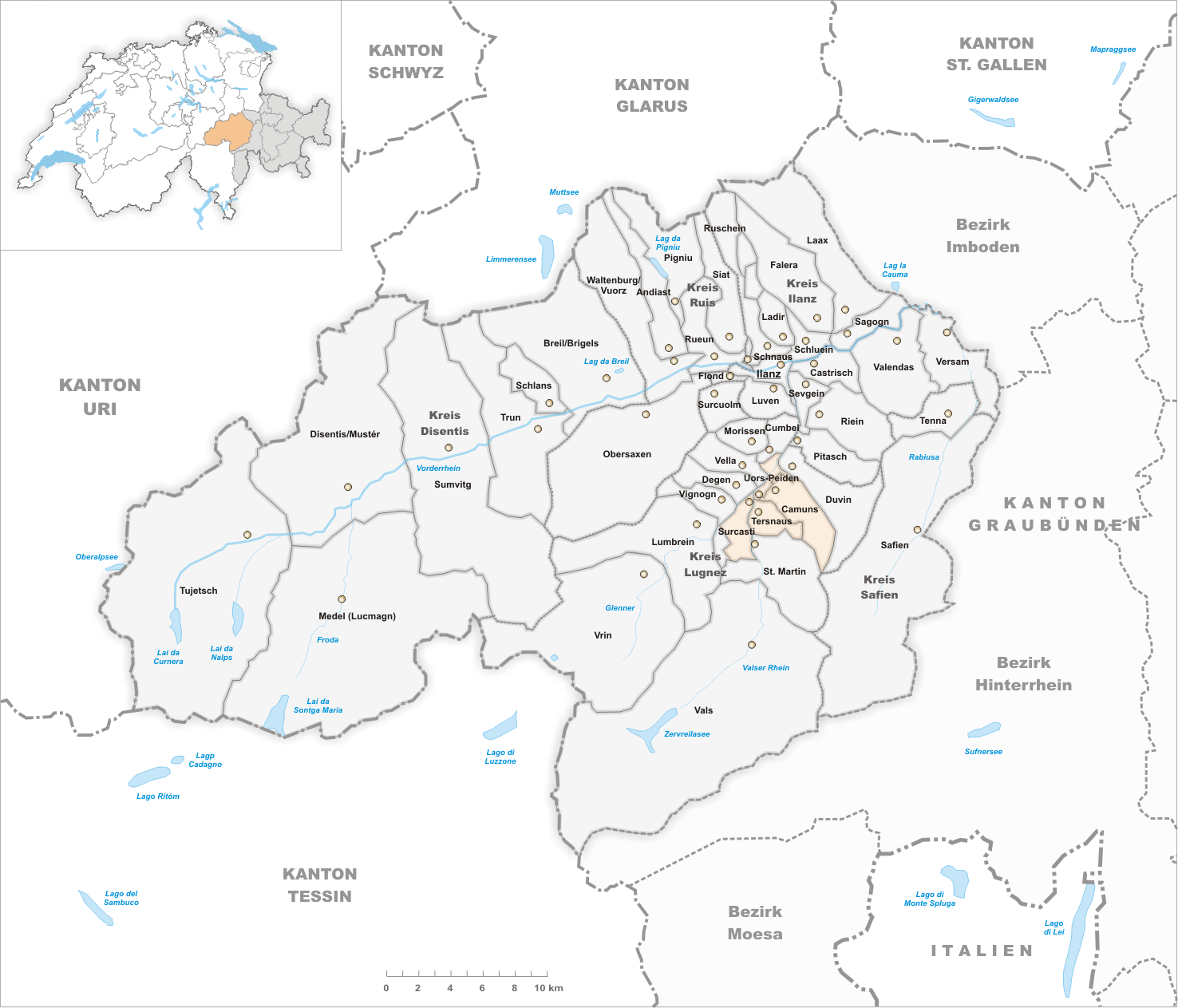
Gemeinden bis 2001
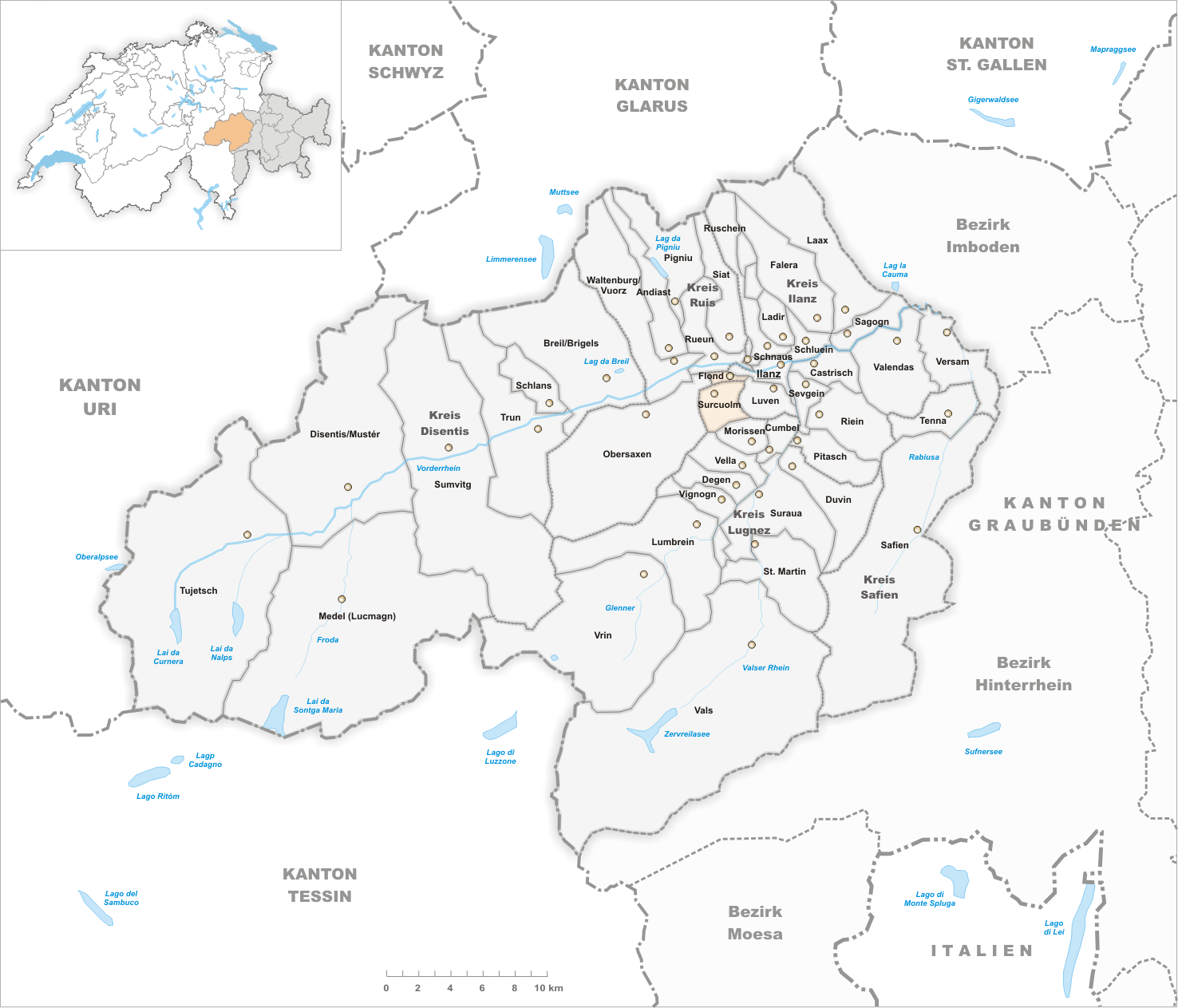
Gemeinden bis 2008
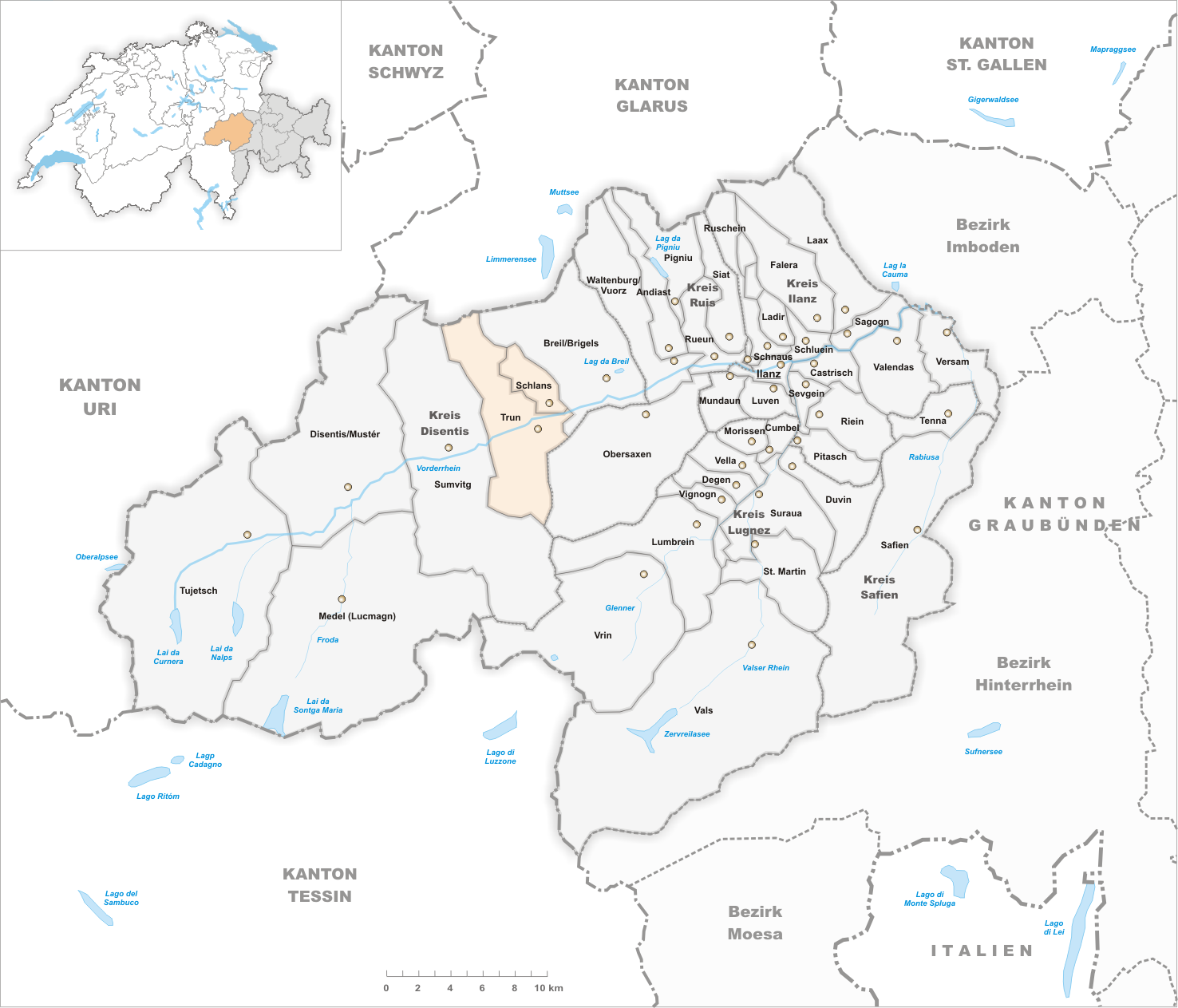
Gemeinden bis 2011
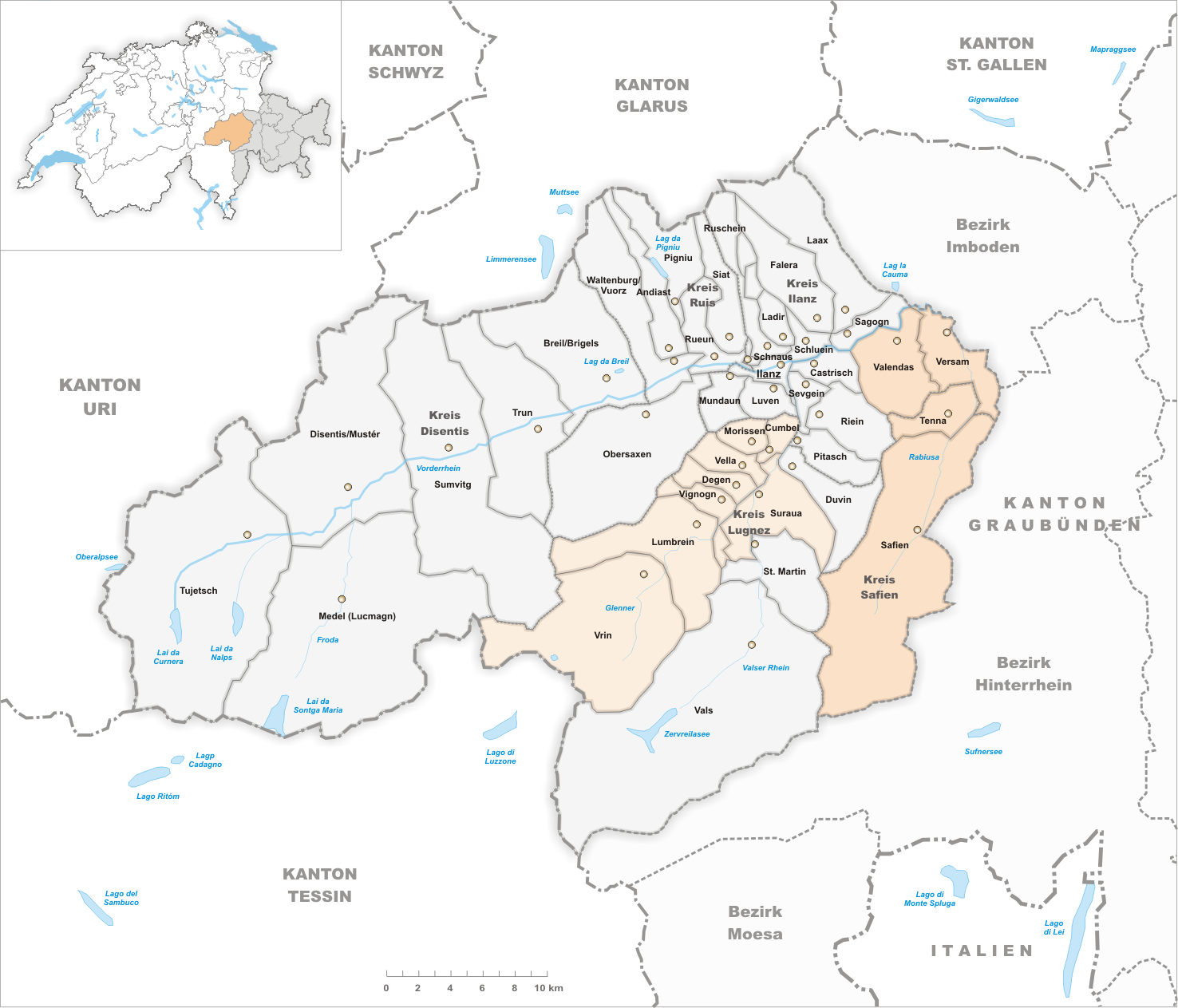
Gemeinden bis 2012
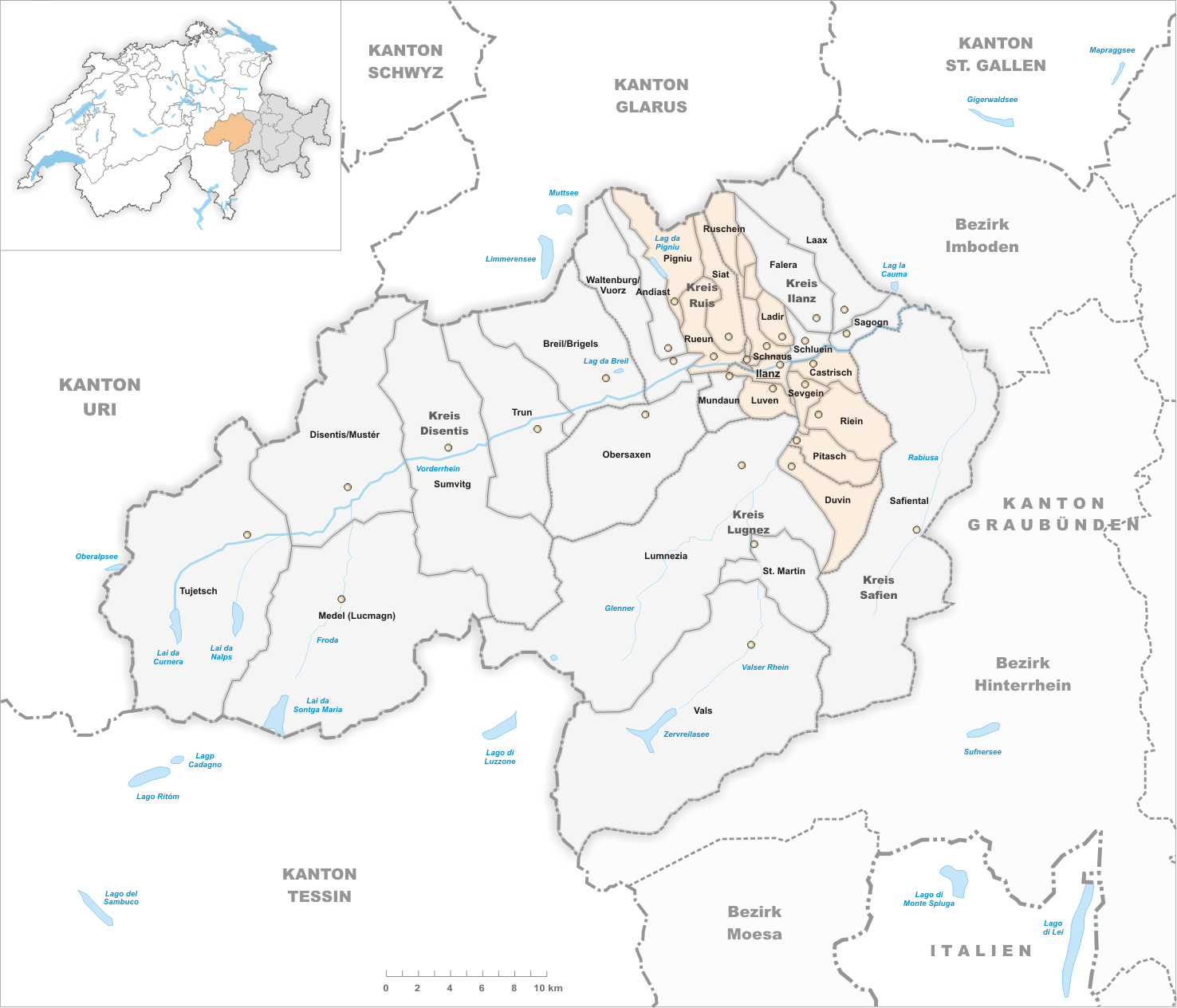
Gemeinden bis 2013
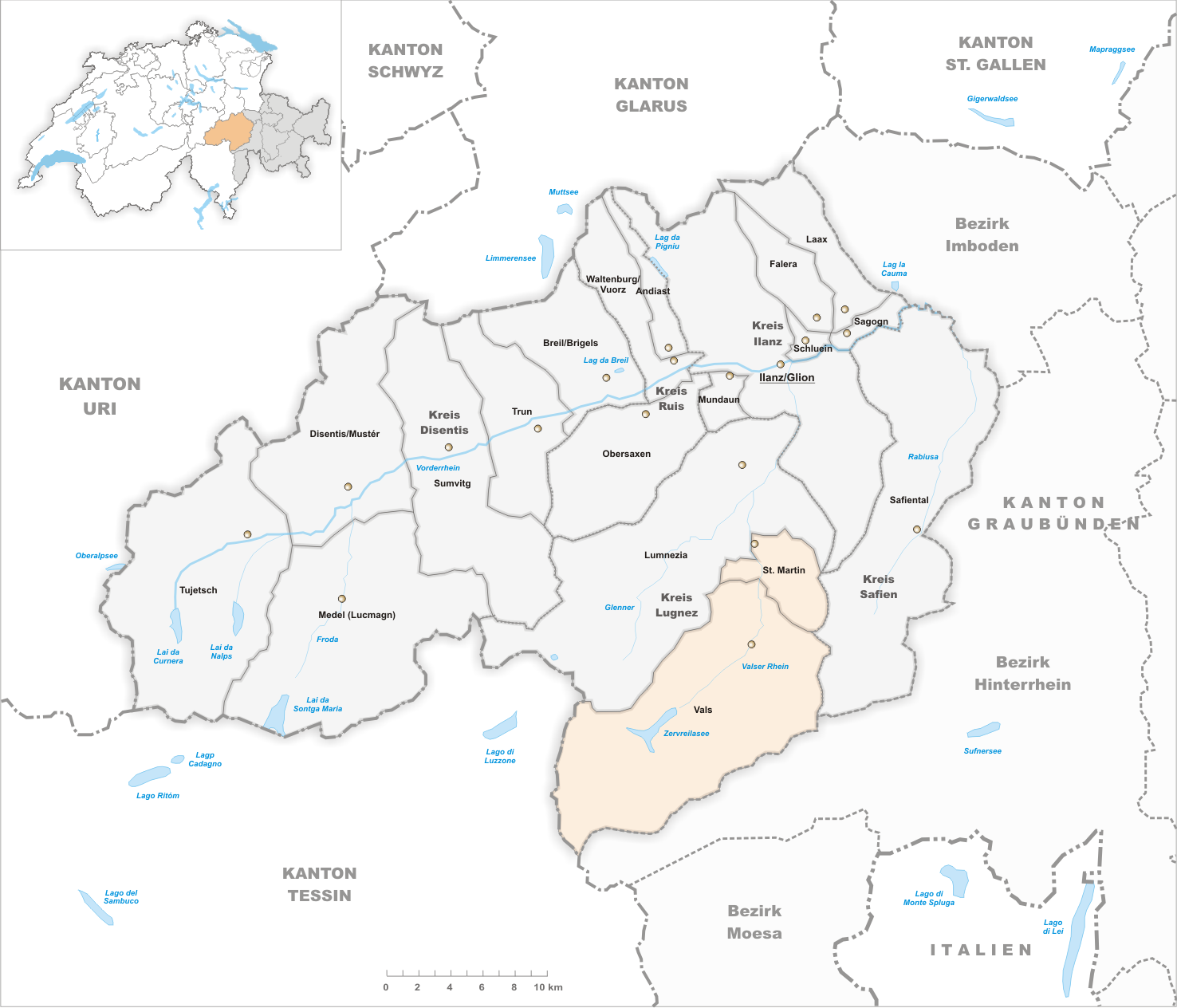
Gemeinden bis 2014
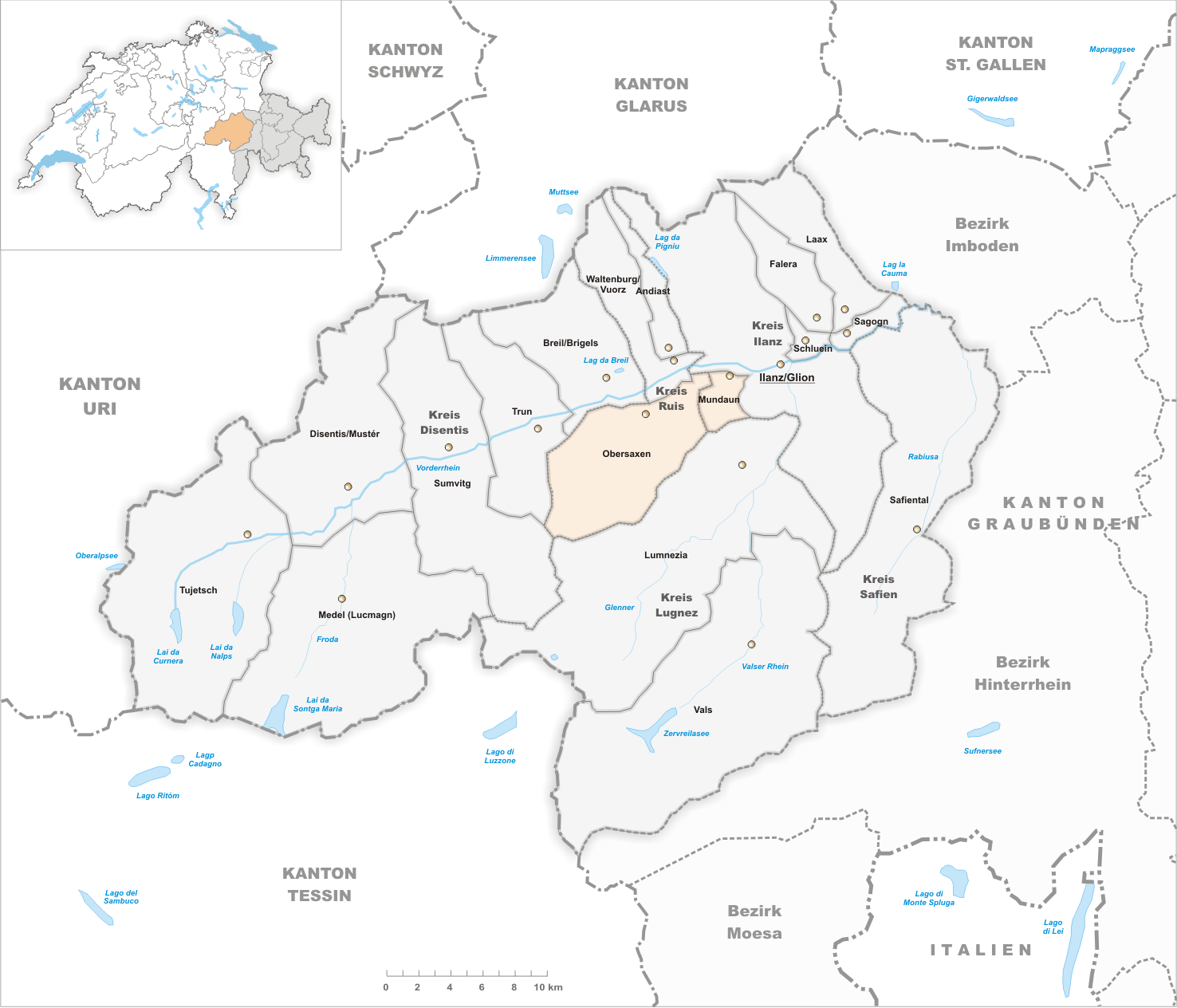
Gemeinden bis 2015

- 2002: Fusion Camuns, Surcasti, Tersnaus und Uors-Peiden → Suraua

- 2009: Fusion Flond und Surcuolm → Mundaun

- 2012: Fusion Schlans und Trun → Trun

- 2013: Fusion Valendas, Versam, Tenna und Safien → Safiental
- 2013: Fusion Cumbel, Degen, Lumbrein, Morissen, Suraua, Vignogn Vella und Vrin → Lumnezia

- 2014: Fusion Castrisch, Duvin, Ilanz, Ladir, Luven, Pigniu, Pitasch, Riein, Rueun, Ruschein, Schnaus, Sevgein und Siat → Ilanz/Glion

- 2015: Fusion St. Martin und Vals → Vals
- 2016: Fusion Obersaxen und Mundaun → Obersaxen Mundaun
- 2018: Fusion Breil/Brigels, Waltensburg/Vuorz und Andiast → Breil/Brigels